# مومباخ
مومباخ (به آلمانی: Mainz-Mombach) یک منطقهٔ مسکونی در آلمان است که در ماینتس واقع شده‌است. مومباخ  ۱۳٬۴۸۶ نفر جمعیت دارد.